# Malaja Kuropatoč'ja
La Malaja Kuropatoč'ja (in russo Малая Куропаточья? o Кус-Юрэ́х, Kus-Jurėch) è un fiume russo della Siberia Orientale che scorre nel Nižnekolymskij ulus della Sacha (Jacuzia) e sfocia nel Mare della Siberia orientale.
Il fiume scorre all'interno del bassopiano della Kolyma, in direzione nord, nella tundra, in mezzo a molti laghi. Il suo corso si trova tra quello della Alazeja (a ovest) e quello della Bol'šaja Kuropatoč'ja (parallelo a est). Sfocia a estuario nel mare della Siberia orientale. La sua lunghezza è di 213 km, l'area del bacino è di 5 390 km². Scorre in una zona scarsamente popolata, non ci sono insediamenti sul fiume.